# Pig (casa discografica)
La Pig è stata una casa discografica italiana attiva tra gli anni cinquanta e sessanta.

## Storia
Il nome della casa discografica nasce dalle prime tre lettere del cognome del fondatore, l'industriale Pasquale Pigini.
La casa discografica, che aveva sede a Milano in corso Genova 22, faceva parte, insieme ad altre case discografiche come la Silver, la Embassy, la SIR e l'IPM, del gruppo Italmusica, ed era guidata, per quel che riguarda la direzione artistica, da Vanni Moretto.
Tra gli artisti più noti che incisero per la casa discografica vi furono Oscar Carboni, Nilla Pizzi e Gipo Farassino (che nelle prime incisioni usava ancora il suo vero nome di battesimo, Giuseppe);

## Dischi
La datazione qui riportata si basa sull'etichetta del disco o sulla copertina; qualora nessuno di questi elementi abbia una datazione, è basata sulla numerazione del catalogo; talora è, infine, basata sul codice della matrice di stampa. Se esistenti, sono riportati, oltre all'anno, il mese e il giorno (quest'ultimo dato si trova, a volte, stampato sul vinile).

### 33 giri
| Numero di catalogo | Anno | Interprete                                        | Titoli                                         |
| ------------------ | ---- | ------------------------------------------------- | ---------------------------------------------- |
| AVA 701            | 1964 | Antonio Basurto e Mimmo Di Lello                  | Napoli canta...                                |
| AVA 702            | 1964 | Giuseppe Farassino, El Barberin e Mauro Cipolla   | Milano canta...                                |
| AVA 713            | 1964 | Interpreti vari                                   | Sa Danza (Danze folcloristiche della Sardegna) |
| AVA 714            | 1964 | Piero Parodi e Giuseppe Marzari                   | Genova canta... n.2                            |
| AVA 716            | 1964 | Paolo Tomelleri e la sua orchestra                | Buon Natale a tutto il mondo                   |
| AVA 722            | 1964 | Giuseppe Farassino, Gianni Cucco e Carlin Sachett | Le canssôn 'd la mole                          |

### 45 giri
| Numero di catalogo | Anno | Interprete                                                              | Titoli                                                                                   |
| ------------------ | ---- | ----------------------------------------------------------------------- | ---------------------------------------------------------------------------------------- |
| P 7001             | 1960 | Mario Trama e gli Sprint Boys                                           | Cavalli e zoccoli/Il pescatore pigro                                                     |
| PI 7009            | 1960 | Enzo Lepore                                                             | O sole mio/Torna a Surriento                                                             |
| PI 7011            | 1960 | Complesso diretto dal M. Arruzza                                        | 'O ciucciu mio/Ciangi chitarra                                                           |
| PI 7012            | 1960 | Kerima (lato A) - Marcellino e il suo complesso (lato B)                | La bicicletta/Racchiona                                                                  |
| PI 7034            | 1960 | Antonio Basurto                                                         | 'O ciondolo/Autunno                                                                      |
| PI 7035            | 1960 | Michele Autore (lato A) - Manuele (lato B)                              | La ciociara/Gasparone 'nnamurato                                                         |
| PI 7051            | 1961 | Michele Autore                                                          | Gliu sagristanu/Scopata n'famiglia)                                                      |
| PI 7052            | 1961 | Adriano Cecconi e Tina Forleo                                           | Stornelli a battibecco (I parte)/Stornelli a battibecco (II parte)                       |
| PI 7055            | 1961 | Tony Lombardi                                                           | La storia di Cecilia (pt. 1)/La storia di Cecilia (pt. 2)                                |
| PI 7056            | 1961 | A. Rizzo                                                                | Il fazzolettino/Brunetta mia simpatica                                                   |
| PI 7068            | 1961 | Oscar Carboni                                                           | Tango del mare/Capinera del mulino                                                       |
| PI 7069            | 1961 | Oscar Carboni                                                           | Addio Signora/Serenata sincera                                                           |
| PI 7070            | 1961 | Oscar Carboni                                                           | Voglio amarti così/Sempre nel mio cuor                                                   |
| PI 7072            | 1961 | Oscar Carboni                                                           | Abat-jour/Lanterna blu                                                                   |
| PI 7076            | 1961 | Franca Facci                                                            | Piemontesina/Amore gitano                                                                |
| PI 7089            | 1961 | El Barberin                                                             | Adulterio/La Balilla                                                                     |
| PI 7095            | 1961 | Gianni Spagnolo                                                         | Ciuri ciuri/Cu l'hally gally l'amuri si fa                                               |
| PI 7108            | 1962 | El Barberin                                                             | I guanti/Occhio alle donne                                                               |
| PI 7103            | 1962 | El Barberin                                                             | Pierino il Moccolo/Il mio Matrimonio                                                     |
| PI 7112            | 1962 | Graziella Delfino                                                       | Sono le cinque/Io lo so                                                                  |
| PI 7121            | 1962 | Armandino Bosco                                                         | Fiori trasteverini/La Ricciarola                                                         |
| PI 7122            | 1962 | Armandino Bosco                                                         | Stornelli alla ciceruacchio (pt 1)/Stornelli alla ciceruacchio (pt 2)                    |
| PI 7127            | 1962 | Giuseppe Farassino                                                      | Tume e tumin/La congiuntura                                                              |
| PI 7128            | 1962 | Giuseppe Farassino                                                      | Porta Romana/La povera Rosetta                                                           |
| PI 7129            | 1962 | Giuseppe Farassino                                                      | I contrabbandieri/Malavita                                                               |
| PI 7130            | 1962 | Giuseppe Farassino                                                      | I pouri pelegrin/Marieme voei marieme                                                    |
| PI 7138            | 1963 | El Barberin                                                             | El Meazza/Piazzal Corvett                                                                |
| PI 7140            | 1963 | Giuseppe Farassino                                                      | Le braghe bianche/Oh che bella festa                                                     |
| PI 7141            | 1963 | Piero Parodi                                                            | A seisentu/Tiribi taraba                                                                 |
| PI 7142            | 1963 | Piero Parodi                                                            | Senza moae/Cantu perché sun imbriegu                                                     |
| PI 7148            | 1964 | Tony Buonpensiero (sul lato A)/Colino e Marietta (sul lato B)           | Bari ye' ye'/Marietta allenatrice del Bari                                               |
| PI 7149            | 1964 | Nilla Pizzi                                                             | La ballata del carcerato/Noche a Vera Cruz                                               |
| PI 7150            | 1964 | Armandino                                                               | Serenata trasteverina/Osterie romane                                                     |
| PI 7151            | 1964 | Armandino                                                               | Te la levi la vestina?/Il militar soldato                                                |
| PI 7152            | 1964 | Polifemo                                                                | De qua e de là der fiume/Stornelli de Roma antica                                        |
| PI 7154            | 1964 | Nilla Pizzi                                                             | Dindorindella trasteverina/Stornelli a la fiumara                                        |
| PI 7156            | 1964 | Giuanin d' Porta Pila                                                   | La Munferrina/La Balilla                                                                 |
| PI 7157            | 1964 | Giuanin d' Porta Pila                                                   | Quando jera giovo/Spunta l' sol                                                          |
| PI 7158            | 1964 | Giuanin d' Porta Pila                                                   | L' parco d' me pais/Me amis Giaco                                                        |
| PI 7163            | 1964 | Giuanin Du Righi                                                        | U povou miliu/A prima notte                                                              |
| PI 7164            | 1964 | Piero Parodi                                                            | Zena addiu/U sturnellu du pescou                                                         |
| PI 7174            | 1964 | Tony D'Angelo                                                           | Il silenzio è fuori ordinanza/Il canto dei congedanti                                    |
| PI 7180            | 1964 | Sino Napoleone                                                          | Lu scarpare 'nnamurate/Lu sumarelle di zì Pasquale                                       |
| PI 7181            | 1964 | Sino Napoleone                                                          | Lu tirtore/Zurre zurre l'urganette                                                       |
| PI 7182            | 1964 | Sino Napoleone                                                          | Addio d'emigrante/Lu campanile nostre                                                    |
| PI 7183            | 1964 | Sino Napoleone                                                          | Lucena cappelle/Pecché campe?...                                                         |
| PI 7184            | 1964 | Sino Napoleone                                                          | La Balilla/Nacheta zera zera zera                                                        |
| PI 7189            | 1964 | Gipo Farassino                                                          | 'L grimpor/A l'umbreta del büssun                                                        |
| PI 7190            | 1964 | Gipo Farassino                                                          | Ciao Turin/La Brandulina                                                                 |
| PI 7191            | 1964 | Gipo Farassino                                                          | La nostra crica/Mia mamma mi vuol dare                                                   |
| PI 7192            | 1964 | Gipo Farassino                                                          | Bela munfrinota/Maria Giöana                                                             |
| PI 7193            | 1964 | Gipo Farassino                                                          | La rosa bianca/Oi bela voreìssi v'ni                                                     |
| PI 7194            | 1964 | Gipo Farassino                                                          | Guarda che bianca luna/'L luv                                                            |
| PI 7195            | 1964 | Gianni Spagnolo                                                         | A seicentu / Amuri di lupa                                                               |
| PI 7196            | 1964 | Gianni Spagnolo                                                         | Vitti na crozza / cantu di caritteri                                                     |
| PI 7197            | 1964 | Gianni Spagnolo                                                         | U cardidduzzu di me maritu / Napuli e la Sicilia                                         |
| PI 7198            | 1964 | Gianni Spagnolo                                                         | Lassila e pigghila / Amuri sicilianu                                                     |
| PI 7199            | 1964 | Gianni Spagnolo                                                         | A balilla / a zzita mia                                                                  |
| PI 7203            | 1965 | Nilla Pizzi                                                             | Tu sei timido/Marieta monta in gondola                                                   |
| PI 7205            | 1965 | Piero Parodi                                                            | Nôstalgia/Quande va sôtta ô sô                                                           |
| PI 7212            | 1965 | Lia Scutari                                                             | Se ben che son dai monti/La famiglia dei gobbon                                          |
| PI 7213            | 1965 | Lia Scutari                                                             | Moreto/Maria Gioana                                                                      |
| PI 7223            | 1965 | Enzo D'Ellis                                                            | Dirala d' se?/Sprucajein                                                                 |
| PI 7229            | 1965 | Vittorio Alescio                                                        | Stornellacci alla ye' ye' (pt. 1)/Stornellacci alla ye' ye' (pt. 2)                      |
| PI 7237            | 1965 | Fred Bullo                                                              | Amore militare/I congedanti                                                              |
| PI 7239            | 1965 | Batmen                                                                  | Ti ho dato/Se io fossi lui                                                               |
| PI 7262            | 1965 | I Sofisti                                                               | L'età dell'amore/Dal bene al male                                                        |
| PI 7300            | 1965 | Gipo Farassino                                                          | La guerra d'Abissinia/La veja senssa dent                                                |
| PI 7301            | 1965 | Gipo Farassino                                                          | Mia mama veul che fila/Linda                                                             |
| PI 7302            | 1965 | Gipo Farassino                                                          | Rivand da via Nizza/J alpin alla stassion                                                |
| PI 7304            | 1965 | Fred Bullo                                                              | La canzone del vino/Gatti, cognac e barbera                                              |
| PI 7307            | 1965 | Luciano Ciaranfi (sul lato A)/Pietro Fontani e Rino Benini (sul lato B) | Il fico, il melo, la fattoressa/Due tifosi in campo                                      |
| PI 7308            | 1965 | Luciano Ciaranfi                                                        | Soliloquio nella sbronza (pt. 1)/Soliloquio nella sbronza (pt. 2)                        |
| PI 7312            | 1965 | Luciano Ciaranfi                                                        | La Balilla/Il mi' matrimonio                                                             |
| PI 7315            | 1965 | Carlo Dalla                                                             | Stornelli alla fiaccheraia (pt. 1)/Stornelli alla fiaccheraia (pt. 2)                    |
| PI 7316            | 1966 | Carlo Dalla                                                             | Stornellacci sinceri (pt. 1)/Stornellacci sinceri (pt. 2)                                |
| PI 7320            | 1966 | Luciano Ciaranfi                                                        | I'traffico/Agostino i' vetturino                                                         |
| PI 7326            | 1966 | Maria                                                                   | Ballata per una pillola/La dolorosa istoria                                              |
| PI 7330            | 1966 | Maria                                                                   | Adamo ed Eva/Donna lombarda                                                              |
| PI 7332            | 1966 | Gipo Farassino (sul lato A)/El Cino (sul lato B)                        | Malavita/Mi redimo                                                                       |
| PI 7342            | 1966 | Carola                                                                  | La vera tragica storia di Luciana (I parte)/La vera tragica storia di Luciana (II parte) |
| PI 7346            | 1966 | Luciano Ciaranfi                                                        | Donne c'è l'ortolano/La Fetta's Les Bains                                                |
| PI 7347            | 1966 | Bachino di San Frediano                                                 | La funzione/A battibecco                                                                 |